# Rafael Domínguez
Pour les articles homonymes, voir Domínguez.
Rafael Domínguez Gamas (Heroica Cárdenas (es), Tabasco, 14 février 1883 – Veracruz Veracruz, 23 janvier 1959) était un avocat, écrivain, journaliste et universitaire mexicain, membre de l'Académie mexicaine de la langue.
Il étudie le droit à l'Instituto Juárez, où il est aussi professeur. Il dirige des écoles en Tabasco, et publie dans les journaux Alba, El Renacimiento et El Eco de Tabasco. En 1914, il s'installe à Veracruz, où il travaille pour le journal El Dictamen,.

## Œuvres
- Un recuerdo de Solferino
- Añoranzas del Instituto Juárez
- Azul como tus ojos: cuentos y pasatiempos literarios, 1925.
- Veracruz en el ensueño y el recuerdo: apuntes de la vida jarocha, 1946.
- Páginas sueltas: entretenimientos literarios, 1946.
- Diccionario general de gentilicios, 1948.
- Tierra mía, 1949.
- El ideal de servir, 1957.
- Ensayos críticos de lenguaje